# CHU Ibn Sina
Le Centre hospitalo-universitaire Ibn Sina (appelé CHU Ibn Sina / CHUIS ) est le plus grand centre hospitalier universitaire du Maroc. 
Il est situé dans la capitale Rabat. 
Le CHU Ibn Sina est placé sous la tutelle du Ministère de la Santé,,.

## Hôpitaux et établissements de santé
Le centre hospitalier universitaire Ibn Sina comprend 10 hôpitaux et institutions de soins de santé et d'hospitalisation, qui sont:
- Hôpital Ibn Sina
- Hôpital spécialisé
- Hôpital pour enfants
- Institut national d'oncologie
- Hôpital de maternité de Souissi
- Centre de santé reproductive
- Hôpital Moulay Youssef
- Centre d'examen et de traitement dentaire
- Hôpital Ayashi
- Hôpital Al-Razi

## Capacité
Le CHU Ibn Sina est le plus grand CHU du Maroc, avec une capacité de 2 347 lits, et 328 730 consultations médicales, 30 054 chirurgies et 25 379 accouchements sont assurés chaque année.